# نیروی دریایی امپراتوری آلمان

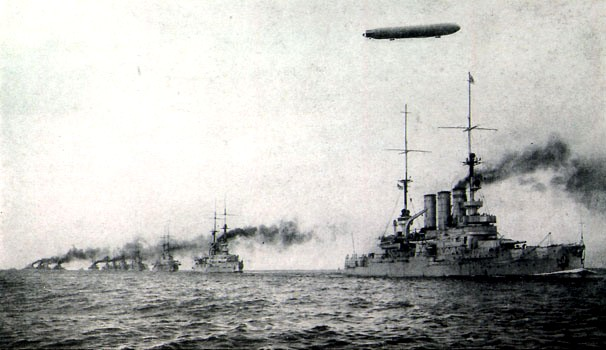
ناوگان نیروی دریایی امپراتوری آلمان

نیروی دریایی امپراتوری آلمان (به آلمانی: Kaiserliche Marine) در زمان شکل‌گیری امپراتوری آلمان تشکیل گردید. نیروی دریای امپراتوری آلمان از توسعهٔ نیروی دریایی کوچک پروس ایجاد گردید و در بین سال های ۱۸۷۱ و ۱۹۱۹ فعالیت می‌کرد. مأموریت این نیرو، به‌طور عمده دفاع از مواضع دریایی امپراتوری آلمان بود. قیصر ویلهلم دوم، به‌طور قابل ملاحظه‌ای نیروی دریایی امپراتوری آلمان و مأموریت آن را ارتقاء داد. رهبری اصلی این نیروی بر عهدهٔ دریا سالار آلفرد فن تیرپیتس (۱۸۴۹- ۱۹۳۰) بود که به‌طور قابل ملاحظه‌ای این نیروی را از لحاظ کمی و کیفی با پیروی از نظریه‌های قدرت دریایی رزم‌آرای آمریکایی، آلفرد ماهان ارتقاء داد. پیامد این امر، ایجاد رقابت تسلیحاتی بین بریتانیا و امپراتوری آلمان و شکل‌گیری یکی از بزرگترین نیرو های دریایی جهان و دومین قدرت دریایی پس از نیروی دریایی پادشاهی بریتانیا بود. نیروی دریایی سطحی آلمان در خلال جنگ جهانی اول ناکارا و تنها عملیات عمده آن، نبرد یوتلاند بود. با این وجود، از لحاظ زیر سطحی به‌طور قابل ملاحظه‌ای توسعه یافت و تهدیدی جدی برای سیستم تدارکات بریتانیا محسوب می‌شد.